# Smaragdinella
Genre
Synonymes
- Voir paragraphe #Synonymes

Smaragdinella est un genre de mollusques gastéropodes marins de la famille des Haminoeidae.

## Synonymes
- Glauconella Gray, 1850[1]
- Linteria A. Adams, 1850[1]

## Liste des espèces
Selon World Register of Marine Species (12 octobre 2020) :
- Smaragdinella calyculata (Broderip & G. B. Sowerby I, 1829) -- Océan Indien et Mer Rouge
- Smaragdinella fragilis Bozzetti, 2008 -- Madagascar
- Smaragdinella kirsteueri Ev. Marcus & Er. Marcus, 1970
- Smaragdinella sieboldi A. Adams, 1864 -- Indo-Pacifique tropical